# Joaquim Marco i Revilla
Joaquim Marco i Revilla   (Barcelona, 7 de gener de 1935 - Barcelona, 2 de juliol de 2020) fou un poeta i assagista català.
Es llicencià en filosofia i lletres a la Universitat de Barcelona el 1958 i més tard n'esdevingué professor d'història de la literatura espanyola. El 1961 fou lector de castellà a la Universitat de Liverpool i col·laborà a les revistes Destino, Ínsula i Estudis Romànics, entre d'altres. Com a poeta combina el realisme amb una lírica d'imatges. El 2006 va rebre la Creu de Sant Jordi en reconeixement del conjunt de la seva obra. Va morir el 2 juliol de 2020 a Barcelona, als 85 anys.

## Obres

### Poesia
- Fiesta en la calle (1961)
- Abrir una ventana a veces no se sencillo (1965)
- Algunos crímenes y otros poemas (1971)
- Aire sin voz (1974)
- Esta noche (1978)
- El significado de nuestro presente (1983)
- El muro de Berlín (2003)

### Estudis i assaigs
- Poesia popular política del segle XIX (1967)
- Sobre literatura catalana i altres assaigs (1968)
- Ejercicios literarios (1969)
- La nova poesia catalana (1980) amb Jaume Pont
- La literatura hispanoamericana (1983)
- El modernisme literari (1984)